# Néstor Fabbri
Pour les articles homonymes, voir Fabbri.
Néstor Ariel Fabbri est un footballeur argentin né le 29 avril 1968 à Buenos Aires.

## Biographie
Défenseur malin, il était doué d'un excellent sens du placement. Redoutable dans le jeu aérien, il avait l'habitude de monter sur les coups de pied arrêtés et d'inscrire son quota de buts par saison.[non neutre]
Espoir prometteur du football argentin, Nestor Fabbri signe en 1986 avec le Racing Club, avec lequel il est élu en 1987 joueur de l'année en Argentine, à seulement 19 ans.
En 1994, Il signe au mythique club de Boca Juniors, club dont il sera un joueur cadre durant 4 ans.
Transféré de Boca Juniors à l'été 1998, celui que les supporters nantais surnommeront El Presidente restera l'un des tout meilleurs liberos du FC Nantes de 1998 à 2002. Il prend une part importante lors des victoires du club en coupe de France en 1999 et 2000 et tout au long de la saison 2000-2001 à l'issue de laquelle le FCN est sacré champion de France.
Il joue ensuite un an à Guingamp avant de finir sa carrière de joueur en Argentine.
Il compte 22 sélections en équipe nationale d'Argentine et a participé à la coupe du monde 1990.
Il est désormais agent de joueurs en Argentine.

## Clubs successifs
- 1986-1992 : Racing Club  Argentine
- 1992-1993 : Lanús  Argentine
- 1993 : América de Cali  Colombie(29 matchs et 1 but)
- 1993-1994 : Lanús  Argentine
- 1994-1998 : Boca Juniors  Argentine(117 matchs et 13 buts)
- 1998-2002 : FC Nantes-Atlantique  France (159 matchs et 12 buts)
- 2002-2003 : En Avant de Guingamp  France(37 matchs et 2 buts)
- 2003-2004 : Estudiantes de La Plata  Argentine
- 2004-2005 : All Boys  Argentine (18 matchs et 3 buts)[1]

## Palmarès
- 22 sélections et 1 but en équipe d'Argentine entre 1987 et 1996
- Finaliste de la Coupe du monde 1990 avec l'équipe d'Argentine
- Champion de France en 2001 avec le FC Nantes
- Vainqueur de la Coupe de France en 1999 et 2000 avec le FC Nantes
- Vainqueur du Trophée des champions en 1999 et 2001 avec le FC Nantes

## Surnom
Le 3 avril 1999 lors du match FC Nantes-AJ Auxerre, les supporters nantais (la Brigade Loire) déploient une banderole "un solo presidente en Nantes : Nestor Fabbri" (un seul président à Nantes : Nestor Fabbri).
Cette banderole avait un double but : protester contre l'action du président de l'époque et par la même occasion rendre hommage à Nestor Fabbri. Depuis ce jour, les médias ont repris ce surnom de El Presidente.